# عزيز عباس
عزيز عباس (ولد في 3 مارس عام 1943) هو رافع أثقال عراقي. تنافس في دورة الألعاب الأولمبية الصيفية عام 1964.

## روابط خارجية
- عزيز عباس على موقع أوليمبيديا (الإنجليزية)